# Dąbrowica (Chrostowa)
Dąbrowica – część wsi Chrostowa w Polsce położona w województwie małopolskim, w powiecie bocheńskim, w gminie Łapanów.
W latach 1975–1998 Dąbrowica administracyjnie należała do województwa tarnowskiego.

## Zabytki
Obiekt wpisany do rejestru zabytków nieruchomych województwa małopolskiego.
- Zespół dworsko-parkowy z folwarkiem.

Dwór wzniesiony po 1879 roku dla Zdzisława Włodka (1852–1928) i jego żony Albiny z Goetzów-0kocimskich (1866–1937) na miejscu poprzedniej siedziby.
Następnie majątek odziedziczył Jan Włodek i jego żona Zofia Albina z Goetzów-0kocimskich Włodkowa (1890–1981). Obiekt wybudowany w stylu eklektycznym, piętrowy, rozbudowany w latach 20. XX wieku. Obok znajduje się parterowa rządcówka z 1924 roku. Całość otoczona parkiem krajobrazowym.